# 千の顔を持つ男
『千の顔を持つ男』（せんのかおをもつおとこ、Man of a Thousand Faces）は1957年のアメリカ合衆国の映画。サイレント映画時代の怪奇映画スターである、ロン・チェイニーの生涯を描いた伝記映画である。出演はジェームズ・キャグニーなど。

## キャスト
※日本語吹替はテレビ版（初回放送日不明）
| 役名                           | 俳優                     | 日本語吹替 |
| ------------------------------ | ------------------------ | ---------- |
| ロン・チェイニー               | ジェームズ・キャグニー   | 富田耕生   |
| クリーヴァ                     | ドロシー・マローン       | 北浜晴子   |
| ヘイゼル                       | ジェーン・グリア         | 佐藤妙子   |
| ローカン                       | ジム・バッカス           | 勝田久     |
| サルバーク                     | ロバート・エヴァンス     | 西川幾夫   |
| J・ウィルソン・シールズ        | ジャック・アルバートソン | 嶋俊介     |
| クレイトン・チェイニー（21歳） | ロジャー・スミス         | 野島昭生   |
| クレイトン・チェイニー（13歳） | ロバート・ライデン       |            |
| クレイトン・チェイニー（8歳）  | リッキー・ソレンセン     |            |
| クレイトン・チェイニー（4歳）  | デニス・ラッシュ         |            |
| ロン・チェイニー（8歳）        | ジェリー・ハルトレーベン |            |

## スタッフ
- 監督：ジョセフ・ペプニー
- 製作：ロバート・アーサー
- 脚本：R・ライト・キャンベル、アイヴァン・ゴフ、ベン・ロバーツ、ラルフ・ホイールライト
- 撮影：ラッセル・メティ
- 編集：テッド・J・ケント
- 音楽：フランク・スキナー
- 音楽監督：ジョセフ・ガーシェンソン